# N'Amtic
N'Amtic är en ort i Mexiko.   Den ligger i kommunen Chalchihuitán och delstaten Chiapas, i den sydöstra delen av landet, 700 km öster om huvudstaden Mexico City. N'Amtic ligger 1 527 meter över havet och antalet invånare är 296.
Terrängen runt N'Amtic är kuperad åt sydost, men åt nordväst är den bergig. Runt N'Amtic är det ganska tätbefolkat, med 134 invånare per kvadratkilometer. Närmaste större samhälle är Pantelhó, 13,0 km öster om N'Amtic. Omgivningarna runt N'Amtic är en mosaik av jordbruksmark och naturlig växtlighet.